# Антоневич, Кароль
Ка́роль Антоне́вич собственного герба (арм. Կարոլ Անտոնեվիչ, пол. Karol Antoniewicz SJ, 6.11.1807 г., Скварява, Королевство Галиции и Лодомерии, Австро-Венгрия — 14.11.1852 г., Обра, Провинция Позен, Королевство Пруссия) — польский поэт и писатель армянского происхождения, католический священник, член монашеского ордена иезуитов.

## Биография
Кароль Антоневич родился 6 ноября 1807 года в селе Скварява возле Львова в армянской семье. В 1827 году окончил юридический факультет Львовского университета. Принимал участие в Ноябрьском восстании. В 1833 году женился на Зофии Никорович. В их браке родилось пятеро детей, которые все скончались от болезни. После смерти детей Кароль стал заниматься благотворительной деятельностью, предоставив своё поместье в Скваряве для размещения начальной школы и лечебного пункта. После смерти жены он в 1839 году вступил в орден иезуитов. 12 сентября 1841 года принял монашеские обеты.
Будучи священником, Кароль Антоневич занимался миссионерской деятельностью среди крестьян Галиции. Проповедовал в Кракове, Силезии и Познани. Основал в Обре иезуитский монашеский дом, став его настоятелем.
Ухаживал за больными во время эпидемии холеры и заразившись, скончался 14 ноября 1852 года в Обре.

## Творчество
Кароль Антоневич написал множество рассказов и стихотворений. Является автором многих известных религиозных песен.

## Сочинения
Сочинения Кароля Антоневича издавались в различных светских и религиозных периодических изданиях:
- Sonety (Lemberg 1828);
- Bielany, poezya (Lemberg 1829);
- Stanzen eines nordischen Aschenmannes (Wien 1831);
- Listki palmowe (Wien 1834);
- Wspomnienia Mikuliczyna 1833 (Lemberg 1834);
- Majówka w Orzechówce (1845);
- Święty Isydor, oracz. Podarek dla szkółek ludu naszego (Leszno 1849);
- Obrazki z życia ludu wiejskiego dla szkółek wiejskich (Lemberg 1850);
- Czytania świąteczne dla ludu naszego (zwei Teile, Krakau 1850);
- Droga krzyżowa. Z rycinami stacyj (Krakau 1850);
- Pamiątka jubileuszu w roku 1851 (Krakau 1851);
- Ojcze nasz. Upominek missyjny dla matek i dziatek (Leszno 1852);
- Nauki i mowy przygodne miane w Krakowie (Krakau 1853);
- Wspomnienia missyjne z roku 1846 (Posen 1855).

В конце XX века его сочинения были изданы отдельными книгами:
- 1. wiersz: Antoniewicz Karol Bołoz: Już majowe świecą zorze…, 1990, Gazeta Niedzielna, 1990;
- 2. wiersz: Antoniewicz Karol Bołoz: Kwiat nadziei, kwiat miłości…, 1990, Gazeta Niedzielna, 1990;
- 3. wiersz: Antoniewicz Karol Bołoz: Majowe kwiecie, 1992, Gazeta Niedzielna, 1992;
- 4. wiersz: Antoniewicz Karol Bołoz: Majowe kwiecie, 1994, Gazeta Niedzielna, 1994;
- 5. wiersz: Antoniewicz Karol Bołoz: Ona czuwać będzie…, 1990, Gazeta Niedzielna, 1990.